# Liolaemus tregenzai
Espèce
Liolaemus tregenzai est une espèce de sauriens de la famille des Liolaemidae.

## Répartition
Cette espèce est endémique de la province de Neuquén en Argentine.

## Étymologie
Cette espèce est nommée en l'honneur de Tom Tregenza.

## Publication originale
- Pincheira-Donoso & Scolaro, 2007 : Iguanian species-richness in the Andes of boreal Patagonia: Evidence for an additional new Liolaemus lizard from Argentina lacking precloacal glands (Iguania, Liolaeminae). Zootaxa, no 1452, p. 55-68.